# Institut d'études politiques de Paris
Pour les articles homonymes, voir Sciences Po et IEP.
L'Institut d'études politiques de Paris (IEP), aussi appelé Sciences Po et communément appelé Sciences Po Paris, est une grande école et un établissement d'enseignement supérieur et de recherche dans les domaines des sciences humaines et sociales, notamment le droit, l'économie, l'histoire, la science politique et la sociologie. Elle est surnommée « la fabrique des élites », tant ses anciens élèves occupent les plus hauts postes dans la fonction publique, les médias ou d'autres institutions et grandes entreprises. Sciences Po Paris jouit d'un grand prestige en France et à l'étranger.
L'IEP est fondé en 1872 sous le nom d'École libre des sciences politiques par Émile Boutmy, entouré et inspiré par Hippolyte Taine, Ernest Renan, ou encore François Guizot. Après la défaite de la France dans la guerre franco-allemande de 1870, il souhaite « créer l'élite qui, de proche en proche, donnera le ton à toute la nation ». À l'origine situé uniquement à Paris, il est aussi présent depuis 2000 sur les campus délocalisés de Nancy, Dijon, Poitiers, Menton, Le Havre, et Reims.
D'après le classement QS par discipline, Sciences Po figure au 2e rang mondial en science politique et en relations internationales en 2024, derrière Harvard et devant Oxford, et est ainsi classé première université européenne dans ces domaines. Selon le classement du Figaro, Sciences Po figure au premier rang des écoles de journalisme françaises en 2022, devant le CFJ et l'ESJ Lille.

## Présentation générale
Sciences Po est une grande école et une université de recherche, qui recrute ses étudiants dans le monde entier par le biais de diverses procédures d’admission. Sciences Po propose à la fois une offre de formation initiale, et une offre de formation continue à destination des professionnels.
Près de 71 % de ses diplômés travaillent dans le secteur privé, 8 % dans une organisation internationale ou au sein des institutions européennes et 21 % dans le secteur public, et pour des domaines variés : le conseil, le marketing et la communication, la finance, la comptabilité et la gestion administrative, les relations internationales, le journalisme et la sécurité.
Sciences Po propose une préparation aux concours administratifs français, aux concours européens ainsi qu'aux concours judiciaires et juridiques. L'école est notamment réputée pour posséder la meilleure classe préparatoire aux grands concours administratifs français, dont notamment celui de l'École nationale d'administration/Institut national du service public.
Sciences Po est membre de l'alliance Sorbonne-Paris-Cité de l'université Paris-Cité.
Issu de la nationalisation de l'École libre des sciences politiques, fondée en 1872 par Émile Boutmy, l'IEP de Paris a le statut particulier de grand établissement, ce qui lui permet d'avoir un processus de recrutement très sélectif. C’est l’un des onze instituts d'études politiques en France. La Fondation nationale des sciences politiques (FNSP) et l'IEP de Paris sont juridiquement liés et forment l'ensemble Sciences Po.
L'IEP de Paris est en partenariat avec 470 universités dans le monde entier. Parmi elles, de grandes institutions universitaires comme l'université de New York, Columbia, Wharton, la London School of Economics, l'université d'Oxford, Harvard.

## Histoire

### 1872-1945: l’École libre des sciences politiques
Sciences Po est fondé, comme établissement privé, en 1872 par Émile Boutmy pour répondre à la crise politique et morale qui frappe la France au lendemain de la guerre de 1870. Elle entend former de nouvelles élites et produire des savoirs modernes pour une France nouvelle. Le fondateur de Sciences Po veut que ses élèves s’intéressent aux enjeux contemporains et ne se contentent pas d’une culture classique déconnectée du présent. « Le moins que l’on puisse attendre d’un homme cultivé, c’est qu’il connaisse son temps ».
L'école en tire sa tradition d'innovation pédagogique, ses premières structures, son surnom, et ses bâtiments de la rue Saint-Guillaume. L'École libre des sciences politiques est établie en opposition à la faculté de droit de Paris qui, à cette époque, formait alors les « élites » des grands corps de l'État.
Après la période de fondation, l’École libre se recentre sur la préparation aux concours des grands corps de l’État, tout en formant aux carrières des affaires.
En 1879, le don de la duchesse de Galliera permet l’acquisition de l’hôtel de Mortemart au 27, rue Saint-Guillaume et entérine l’installation définitive de Sciences Po dans le quartier Saint-Germain-des-Prés.
Si Boutmy était favorable à l'admission des femmes dès 1904, le conseil d'administration ne l'accepte qu'à partir de 1919, date à laquelle six sont admises,.
En 1941, une grande réforme pédagogique instaure une scolarité en trois ans, composée d’une année dite préparatoire (l’AP) et de deux années de deuxième cycle au sein de quatre sections (Service public, Économie-finance, Section générale et Section internationale), qui conduit à l’obtention du prestigieux diplôme de Sciences Po à l’issue d’une série d’épreuves dont le « grand O » (grand oral).

### 1945: refondation
En 1945, Charles de Gaulle, président du Gouvernement provisoire de la République française, confie à Michel Debré une Mission provisoire de la réforme de la fonction publique, chargée notamment de réfléchir à la formation et la sélection des hauts fonctionnaires. Outre la création de l'École nationale d'administration (ENA), Debré propose la nationalisation de l'École libre des sciences politiques, qu'avait déjà tentée le Front populaire. Lors des négociations avec Michel Debré et Jean-Marcel Jeanneney, les responsables de l'école, qui était une société privée (André Siegfried, Roger Seydoux, Jacques Chapsal, respectivement directeur, directeur adjoint et président du conseil d’administration de l’ELSP), s'opposent cependant à une nationalisation totale.
Un accord est finalement trouvé pour remplacer l'École par deux structures distinctes et complémentaires :
- une entité sui generis de statut privé, la Fondation nationale des sciences politiques, à laquelle est transmis le patrimoine de l'École et sa gestion administrative et financière ;
- une entité publique, l'Institut d'études politiques de l'université de Paris, composante de l'université de Paris, auquel est attribuée la mission de formation initiale. L'université de Paris délègue par convention la gestion administrative et financière de l'Institut à la FNSP.

D'autres instituts d'études politiques sont créés par la suite dans plusieurs grandes villes de France.

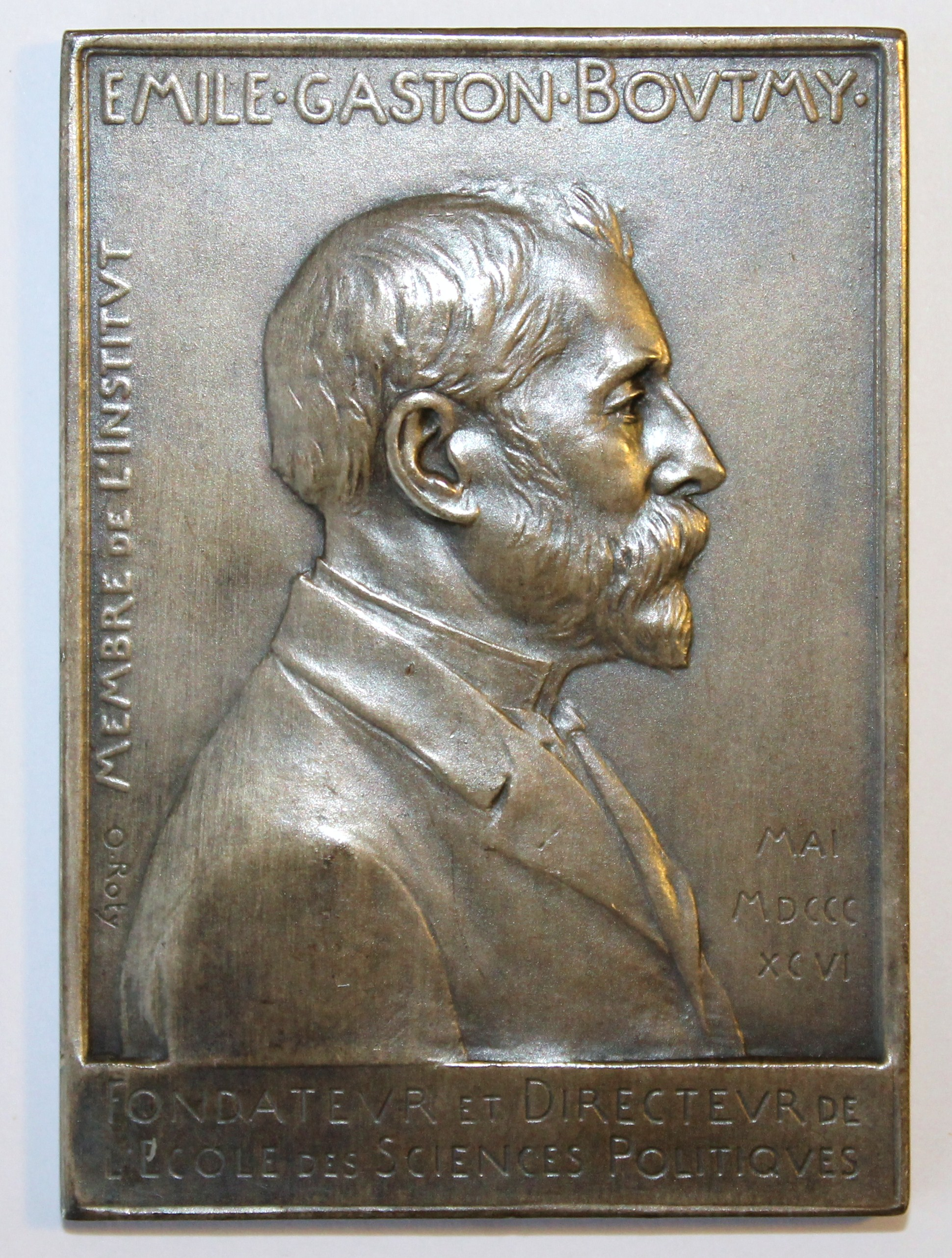
Médaille d'Émile Boutmy fondateur et directeur de l'École des sciences politiques par Oscar Roty.

### 1947-1979: directorat Chapsal
En 1947, Jacques Chapsal devient directeur en remplacement de Roger Seydoux, qui s'engage dans une carrière diplomatique ; il occupera ce poste jusqu'en 1979. Il met en œuvre une politique de développement de l'institut et le rénove. L'entrée à triple porte du 27, rue Saint-Guillaume est dessinée par Henri Martin — qui avait créé les grands amphithéâtres dans les années 1930 — en 1949. L'IEP se porte en 1946 acquéreur de l'hôtel de La Meilleraye, no 56-58 de la rue des Saints-Pères, derrière l'IEP ; les jardins des deux établissements sont contigus. L'École nationale d'administration, créée en même temps que l'IEP, s'installe dans ce bâtiment jusqu'en 1978. En 1953, l'hôtel de La Bretesche sis au 30, rue Saint-Guillaume, est également acheté.
Chapsal développe considérablement l'école tout en veillant à son équilibre financier. Il réforme la scolarité, et crée un troisième cycle destiné à la recherche en 1956 avec Jean Touchard. Il crée également des laboratoires de recherche, à savoir le Centre de recherches internationales (CERI) en 1952 et le Centre de recherches politiques (CEVIPOF) en 1960. Une école doctorale est aussi créée dans les années 1950, dont 20 % des étudiants sont alors d'origine étrangère. En 1974, un cycle de formation continue est ouvert. En 1976, il fonde les Presses de Sciences Po. Afin de ne pas négliger la science économique, l'Institut scientifique de recherches économiques et sociales (ISRES), fondé par Charles Rist, est rattaché à l'école en 1952. Le nombre d'étudiants internationaux croît considérablement sous sa direction : de 270 en 1937, leur nombre évolue à 792 en 1961.

### 1979-1996: directorats Gentot-Lancelot
En 1979, Jacques Chapsal quitte le poste directorial après trente-deux ans de mandat, et Michel Gentot lui succède. Il crée notamment le Centre d'histoire de Sciences Po.
En 1987, le politologue Alain Lancelot succède à Michel Gentot comme directeur. En 1989, la réforme pédagogique des études initiée par le directeur Alain Lancelot met l’accent sur la culture générale, l’internationalisation et la professionnalisation. En 1993, Alain Lancelot crée l'école doctorale.

### 1996-2012: directorat Descoings
Richard Descoings engage dès son arrivée au poste de directeur l'internationalisation du recrutement de l'institut, qui accueille aujourd'hui 47 % d'étrangers parmi ses étudiants. Ce mouvement s'accompagne d'une croissance soutenue du nombre d'élèves : les effectifs passent de 4 254 pour l'année universitaire 1999-2000 à 5 717 pour 2002-2003.
Pour soutenir ce mouvement d’internationalisation et de montée en puissance des effectifs, Richard Descoings installe des campus de premier cycle hors de Paris : à Nancy en 2000, puis Poitiers et Dijon en 2001. Laurent Bigorgne est recruté pour organiser ce développement des antennes régionales.
Au printemps 2001, l'établissement annonce la création de Convention éducation prioritaire (CEP), conclues avec des lycées situés en zone d'éducation prioritaire près de Paris et de Nancy et permettant à certains de leurs élèves d'entrer en première année dans le cadre d'une procédure d'admission ad hoc, sur dossier puis sur entretien. Les « conventions ZEP », présentées le 26 février, sont l'un des premiers programmes de discrimination positive en France, et suscitent à ce titre un débat très vif, que ce soit au sein de l'établissement ou dans la presse. La première année, les CEP permettent à 17 étudiants d'entrer en première année. Le nombre de conventions et d'admis ira croissant, atteignant à la rentrée 2005 trente-trois lycées et cinquante-sept admis. La première promotion incluant des élèves bénéficiaires de ces conventions est diplômée en 2006.
À la rentrée 2000, la scolarité est étendue à cinq ans : l'année préparatoire (AP) disparaît et est remplacée par un premier cycle de trois années, correspondant à la licence, celui de l'Institut d'études politiques de Paris, à la différence des autres IEP à l'exception de Grenoble et de Lille, étant diplômant : ainsi, après un premier cursus de composé de quatre semestres d'étude et d'une année à l'étranger, les étudiants obtiennent le « Diplôme du Collège universitaire de Sciences Po ». Les quatre sections du cycle du diplôme sont supprimées et remplacées par vingt-trois majeures. L'IEP entend ainsi proposer une scolarité complète du baccalauréat jusqu'à l'entrée sur le marché du travail ou dans un troisième cycle universitaire ; il reste toutefois possible d'entrer en quatrième année après un autre cursus.
À la rentrée 2004, le cycle du diplôme est de nouveau transformé : le diplôme de l'établissement et les diplômes d'études supérieures spécialisées (DESS) sont remplacés par un « master », sanctionnant cinq années d'études après le baccalauréat et décliné en onze mentions. Les diplômes d'études approfondies (DEA) sont remplacés par un master recherche, organisé en cinq mentions, et obtenu en un an, ou bien en deux ans dans le cadre d'une double scolarité avec le cursus du diplôme de Sciences Po.
La rentrée 2004 voit également la création d'une école de journalisme pour accueillir les étudiants de la nouvelle mention « Journalisme » du diplôme de Sciences Po. Cette décision intervient dans une période de crise pour le secteur, le Centre de formation des journalistes (CFJ) ayant même été contraint à un dépôt de bilan l'année précédente. L'École de la communication de Sciences Po est créée en septembre 2007, suivie par l'École de droit en 2009 et l'École des affaires internationales (PSIA) en 2010.

### 2013-2024: directorats Mion-Vicherat
Richard Descoings meurt en avril 2012. Hervé Crès, son directeur adjoint, est nommé administrateur provisoire de l'école, élu à ce poste le 30 octobre 2012 par le conseil de direction.
Frédéric Mion, ancien secrétaire général du groupe Canal+, est nommé directeur de Sciences Po le 1er mars 2013. Il est reconduit dans ses fonctions en mars 2018. Il met en place un plan d’orientation stratégique intitulé Sciences Po 2022, publié au printemps 2014. Le directorat Mion met en place une réforme des maquettes pédagogiques. Une réforme du 1er cycle est engagée en mars 2017 : au sein du cursus de niveau licence, le Collège universitaire, trois filières de spécialisation sont créées en deuxième année. Aussi, la structuration du 2e cycle en écoles professionnelles se poursuit avec la création successive de l’École d’affaires publiques et de l’École urbaine (2015), puis de l’École du management et de l’innovation (2016). Il recrute l'ancien président du Conseil des ministres d'Italie Enrico Letta pour diriger la Paris School of International Affairs en 2015.
La période est aussi celle d'une rénovation de la gouvernance, avec l'entrée en vigueur de nouveaux statuts début 2016 pour les deux entités qui la composent : la Fondation nationale des Sciences Politiques (FNSP) et l'Institut d'études politiques de Paris (IEP). Cette réforme, « la plus profonde depuis 1945 », clarifie la gouvernance de Sciences Po qui se dote de nouvelles règles, qui répondent aux observations de la Cour de comptes dans son rapport de 2012.
Sciences Po réalise fin 2016 l’acquisition d’un nouveau site, l’hôtel de l’Artillerie, d'une superficie de 14 000 m2, situé dans le 7e arrondissement de Paris, dont elle entend faire le nouveau cœur de son campus urbain et un lieu de « renouvellement pédagogique ». Le projet architectural de transformation du site en campus universitaire est dévoilé en janvier 2018. Il est confié à un collectif d'architectes emmenée par le promoteur Sogelym Dixence, et comprenant notamment les agences Jean-Michel Wilmotte, Sasaki, Moreau Kusunoki et Pierre Bortolussi.
L'affaire Duhamel provoque une onde de choc qui mène à la démission de Frédéric Mion en février 2021.
Le 10 novembre 2021, Mathias Vicherat est élu directeur de l'IEP et administrateur de la FNSP par le conseil de l'Institut et le conseil d'administration de la FNSP. Laurence Bertrand Dorléac est présidente de la FNSP. Le nouveau campus situé au 1, place Saint-Thomas-d'Aquin, est inauguré début 2022.
Matthias Vicherat démissionne le 13 mars 2024 et est remplacé par Jean Bassères, administrateur provisoire à compter du 27 mars 2024.

### Depuis 2024: directorat Vassy
Le 20 septembre 2024, le conseil de l'Institut et le conseil d'administration de la FNSP se prononcent en faveur de la candidature de Luis Vassy au poste directeur de l'Institut. Il est officiellement nommé par décret du 28 septembre 2024 et prend ses fonctions le 1er octobre de la même année,.
Certains salariés et enseignants chercheurs de Sciences Po dénoncent un climat de peur et de méfiance généralisée, et s'inquiètent d'une dérive autoritaire depuis l'arrivée du nouveau directeur Luis Vassy, un proche d'Emmanuel Macron. Une cinquantaine de procédures disciplinaires sont en cours à l'encontre d'élèves ayant participé à des actions pro-palestiniennes, notamment pour demander l'arrêt des partenariats de leur établissement avec les universités israéliennes en lien avec la guerre à Gaza, ainsi qu'avec les entreprises française qui participent à cette guerre. Ils reprochent à la direction sa nouvelle doctrine qui interdit petit à petit les mobilisations pro-palestiniennes en interne. Il est aussi reproché à la direction d'être la seule université à avoir signé la Charte régionale des valeurs de la République et de la laïcité, proposée par la région Île-de-France et qui conditionne ses subventions au respect d'une laïcité définie par des élus Les Républicains[source insuffisante].

## Organisation

### Statut
L'Institut est géré administrativement et financièrement par la Fondation nationale des sciences politiques, fondation privée reconnue d'utilité publique et créée à cet effet lors de sa nationalisation. Ses statuts ont été réformés par le décret du 29 décembre 2015. Cette délégation de gestion, conventionnelle en 1945 puis réglementaire à partir de 1969, est d'ordre législatif depuis l'entrée en vigueur de la loi du 2 juillet 1998. C'est la Fondation qui possède les bâtiments, reçoit de l'État une subvention qui constitue 41% de ses ressources, perçoit les droits de scolarité versés par les élèves, et emploie et rémunère les enseignants non titulaires.
Depuis 1950, le directeur de l'Institut a toujours été également administrateur de la Fondation. Le président de la Fondation, de 2016 à 2021 Olivier Duhamel, est membre de droit du conseil de l'Institut, de même que le président du conseil scientifique, le président de la communauté d'universités et d'établissements à laquelle l'Institut participe, le maire de Paris ou son représentant, et le président du Centre National de la Recherche Scientifique (CNRS) ou son représentant); d'autres personnalités sont membres du conseil d'administration de la Fondation et du conseil de direction de l'Institut, sans que cette double appartenance soit de droit.
Les autres instances de gouvernance de l'IEP de Paris sont :
- le conseil de la vie étudiante et de la formation, qui a un rôle décisionnel en matière de vie étudiante et un rôle consultatif en matière de pédagogie. Il est compétent en matière disciplinaire ;
- le conseil scientifique, consulté sur l'ensemble des questions intéressant la politique scientifique, en matière de recherche et de formations doctorales, de procédures d'évaluation scientifique et de liaison entre l'enseignement et la recherche. Il est en outre consulté sur la politique de l'établissement en matière de recrutement des enseignants et des chercheurs et de principes communs régissant leur carrière.

Le comité exécutif (COMEX) constitue l'instance opérationnelle de pilotage de l'établissement.
Le 13 février 2010, il intègre officiellement le Pôle de recherche et d'enseignement supérieur (PRES) « Sorbonne Paris Cité » dont il est un des membres fondateurs. Ce premier PRES parisien est actuellement composé de huit membres, dont quatre universités et quatre écoles ou instituts : Paris 3, Paris 5, Paris 7, Paris 13 (membre associé), Sciences Po Paris, l'Institut national des langues et civilisations orientales (INALCO), l'Institut de physique du globe de Paris (IPGP) et l'École des hautes études en santé publique (EHESP). Le but étant de s'associer pour une recherche plus lisible sur la scène internationale. Le PRES devient une communauté d'universités et établissements en 2014.

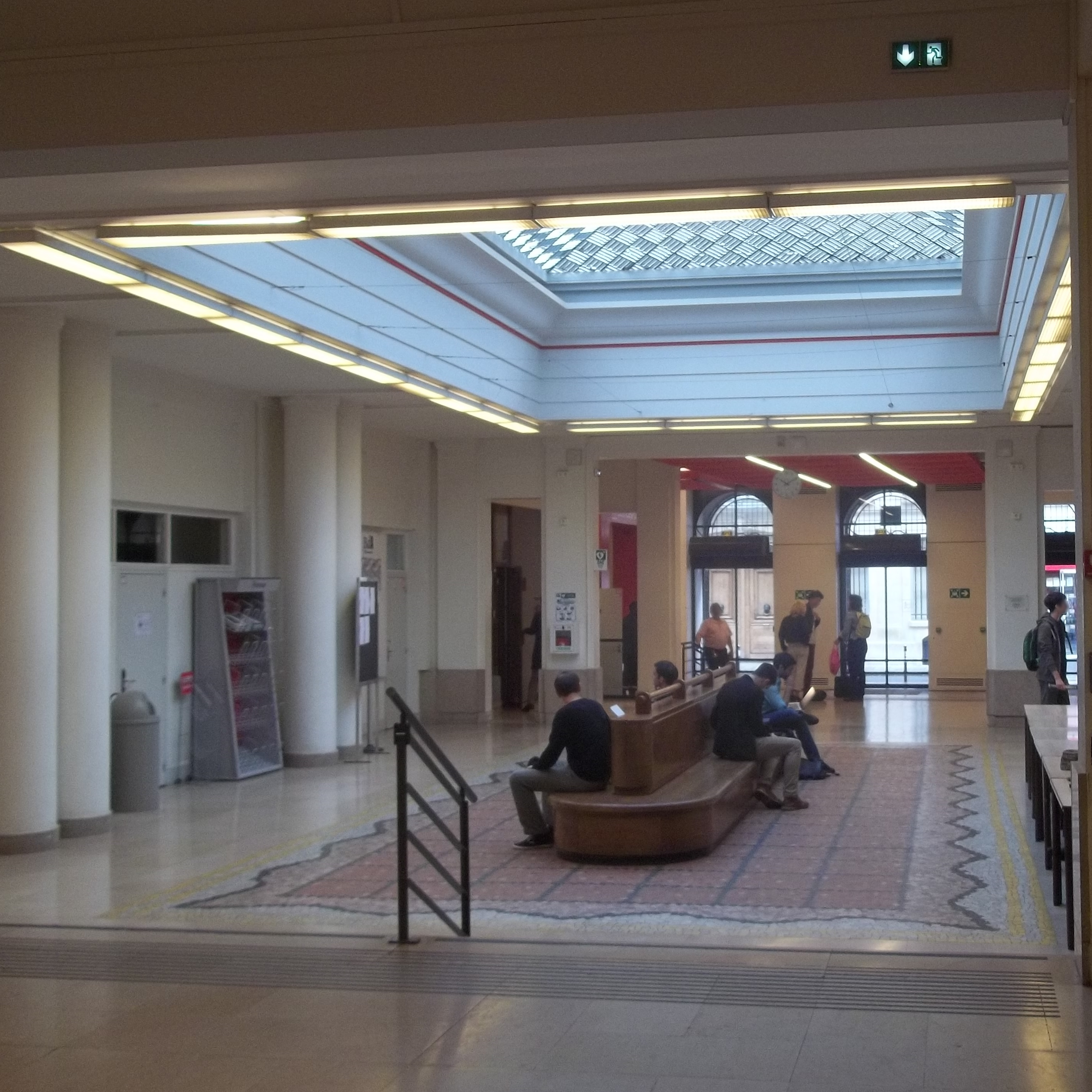
Le hall d'entrée de Sciences Po, dit « la Péniche ».

Le 28 juin 2016, Sciences Po intègre la Conférence des grandes écoles.

### Administration
L'administration de l'Institut est organisée en diverses directions sous l’autorité de la direction générale :
- le secrétariat général ; composé de :
  - la direction financière ;
  - la direction de l’immobilier ;
  - la direction des services et moyens généraux ;
  - la direction des systèmes d’information ;
  - la direction des affaires juridiques, des achats et des marchés ;
- la direction des ressources humaines ;
- la direction des affaires internationales (créée en 1996) ;
  - le centre Europe ;
  - le centre Amériques ;
  - le centre Asie-Pacifique ;
  - le centre Afrique-Moyen-Orient ;
  - le pôle mobilité étudiante ;
- la direction de la stratégie et du développement ;
- la direction des ressources et de l’information scientifique ;
- la direction de la formation (ancienne direction des études et de la scolarité) ;
  - la direction des admissions ;
  - direction de la vie étudiante (DVE) ;
- la direction de la communication ;
- la direction scientifique ; et,
- la direction Executive Education.

Chacun programme de l’IEP (campus du Collège universitaire, écoles, départements, unités de recherche, etc.) dispose de sa propre direction. Sciences Po s’appuie également sur un pôle accueil administratif, un pôle services aux étudiants, un centre de santé étudiant, un pôle parcours et diversité, un pôle enseignants, etc. Une cellule d'enquêtes internes préalables est installée en 2022 afin de traiter les signalements d'agressions sexuelles ou sexistes. Un délégué à la protection des données est également présent depuis l’adoption du Règlement général sur la protection des données.
Participe également à l’administration de l’IEP la Fondation nationale des sciences politiques.

### Directeurs
Depuis 1950, le directeur de l'IEP de Paris a toujours été administrateur de la Fondation nationale des sciences politiques.
- 1945-1947 : Roger Seydoux
- 1947-1979 : Jacques Chapsal
- 1979-1987 : Michel Gentot
- 1987-1996 : Alain Lancelot
- 1996-2012 : Richard Descoings[52]
- 2013 – 2021 : Frédéric Mion
- 2021 - 2024 : Mathias Vicherat[37]
- Depuis 2024 : Luis Vassy[53]

### Secrétaires généraux
- 2013-2018 : Charline Avenel
- 2018-2024 : Arnaud Jullian
- Depuis 2024 : Alban Hautier

## Classement

### Classements nationaux
Sciences Po dispose du taux d'attractivité le plus élevé des Instituts d'études politiques français, 86 % des élèves ayant reçu une offre d'admission en premier cycle ayant accepté leur offre. En 2022, le taux de sélectivité de Sciences Po Paris est de 10 % de manière globale, et 5 % en ce qui concerne l'entrée en première année sur le campus parisien[source insuffisante].
L'IEP de Paris offre de bons salaires en France en sortie d'école, avec une moyenne oscillant entre 37 200 € et 38 000 € entre 2020 et 2022,,, puis 41 610 € en 2023.
L'institut affiche également d'excellentes performances dans les autres champs disciplinaires des sciences sociales. En France, elle est la première université en sociologie et en politique sociale et administration, la 2e université en études du développement et en droit, et la 3e université en économie.
Enfin, Sciences Po se démarque des autres établissements préparant leurs étudiants aux concours de la haute fonction publique française, en ayant formé 83% des admis à l'Institut national du service public de 2023, ainsi que 63 % des admis à l'INET, 40 % à l'EHESP, 52 % à la Banque de France ou encore 64 % au concours d'administrateur des Affaires maritimes de la même année.

### Classements internationaux
Le classement général de QS fait figurer Sciences Po au 242e rang mondial en 2020. Le classement par discipline fait figurer l'établissement au 3e rang mondial en science politique et relations internationales en 2023, juste après l'université Harvard et l'université d'Oxford.
| Année                                          | 2017              | 2018              | 2019              | 2020              | 2021              | 2022              | 2023              | 2024    |
| Classement global                              | Classement global | Classement global | Classement global | Classement global | Classement global | Classement global | Classement global |         |
| ---------------------------------------------- | ----------------- | ----------------- | ----------------- | ----------------- | ----------------- | ----------------- | ----------------- | ------- |
| Classement global                              | 220               | 220               | 221               | 242               | 241               | 261               | 259               | 319     |
| Par domaine                                    |                   |                   |                   |                   |                   |                   |                   |         |
| Sciences sociales et management                | 62                | 67                | 69                | 59                | 56                | 65                | 74                | 79      |
| Arts et humanités                              | 154               | 207               | 176               | 170               | 162               | 175               | 218               | 273     |
| Par matière                                    |                   |                   |                   |                   |                   |                   |                   |         |
| Science politique et relations internationales | 4                 | 4                 | 3                 | 2                 | 2                 | 3                 | 3                 | 2       |
| Politique sociale et administration            | 51-100            | 48                | 22                | 23                | 21                | 20                | 13                | 12      |
| Sociologie                                     | 44                | 37                | 28                | 28                | 30                | 31                | 27                | 27      |
| Études du développement                        | -                 | 51-100            | 51-100            | 40                | 39                | 34                | 51-100            | 101-130 |
| Droit                                          | 51-100            | 51-100            | 51-100            | 50                | 51                | 51                | 65                | 64      |
| Économie                                       | 101-150           | 101-150           | 101-150           | 51-100            | 81                | 82                | 89                | 96      |
| Histoire                                       | 51-100            | 51-100            | 101-150           | 101-150           | 51-100            | 51-100            | 101-150           | 51-100  |
| Philosophie                                    | -                 | -                 | -                 | 151-200           | 151-200           | 201-210           | 151-200           | 101-150 |
| Langues modernes                               | 251-300           | 201-250           | 201-250           | 201-250           | 201-250           | 201-250           | 201-250           | 201-250 |
| Finance et comptabilité                        | -                 | -                 | 201-250           | 151-200           | 51-100            | 251-300           | 251-300           | 251-300 |

## Admission

### Collège universitaire
L'admission au Collège universitaire se fait au niveau du baccalauréat :
- la procédure générale, se faisant sur Parcoursup, pour les étudiants qui préparent le baccalauréat français comportent deux étapes : l'admissibilité sur dossier de candidature et l'entretien d'admission ;
- la procédure internationale pour les candidats qui préparent un baccalauréat français à l’étranger ou un diplôme étranger, comportant également deux étapes : l’admissibilité sur dossier de candidature et l’entretien d’admission ;
- la procédure Conventions Éducation Prioritaire qui s’adresse aux élèves scolarisés dans l’un des lycées de ZEP partenaires de Sciences Po, comportant une phase d’admissibilité organisée au sein du lycée d’origine du candidat (revue de presse et note de synthèse) et un entretien d’admission organisé par Sciences Po.

### Écoles de master
L'admission au sein des écoles de master se fait à bac +3 :
- la procédure française pour les candidats ayant poursuivi un cursus universitaire français, comportant une phase d'admissibilité sur dossier et un entretien d’admission,
- la procédure internationale pour les candidats ayant suivi leur cursus à l’étranger, reposant sur une évaluation du dossier de candidature selon le niveau académique et l’adéquation entre le projet professionnel du candidat et la formation visée.

Le nombre de candidats a fortement augmenté au cours des dernières années, passant entre 2000 et 2017 de 1 048 à 5 480 candidats (+522 %) pour la procédure par examen au premier cycle, de 15 à 3 177 candidats pour la procédure internationale au premier cycle, de 1 633 à 2 434 candidats (+49 %) pour la procédure française en master, et de 278 à 4 265 candidats (+1534 %) pour la procédure internationale en master.

## Enseignement
Chaque année, environ 4 500 personnes interviennent à Sciences Po (dont 20 % pour la première fois), dont une large majorité d'intervenants ponctuels et de vacataires, et seulement une minorité d'enseignants titulaires, environ 200.
La « faculté permanente » (les titulaires en poste) comportait en 2018 :
- 57 professeurs des universités ;
- 3 maîtres de conférences des universités ;
- 25 chargés de recherche CNRS et 37 directeurs de recherche CNRS ;
- 27 assistant professors FNSP, 18 Associate professors FNSP, 10 Full professors FNSP ;
- 9 chargés de recherche FNSP, 14 directeurs de recherche FNSP ;
- 26 chargés d’études OFCE, 7 directeurs d'études OFCE.

### Collège universitaire, premier cycle

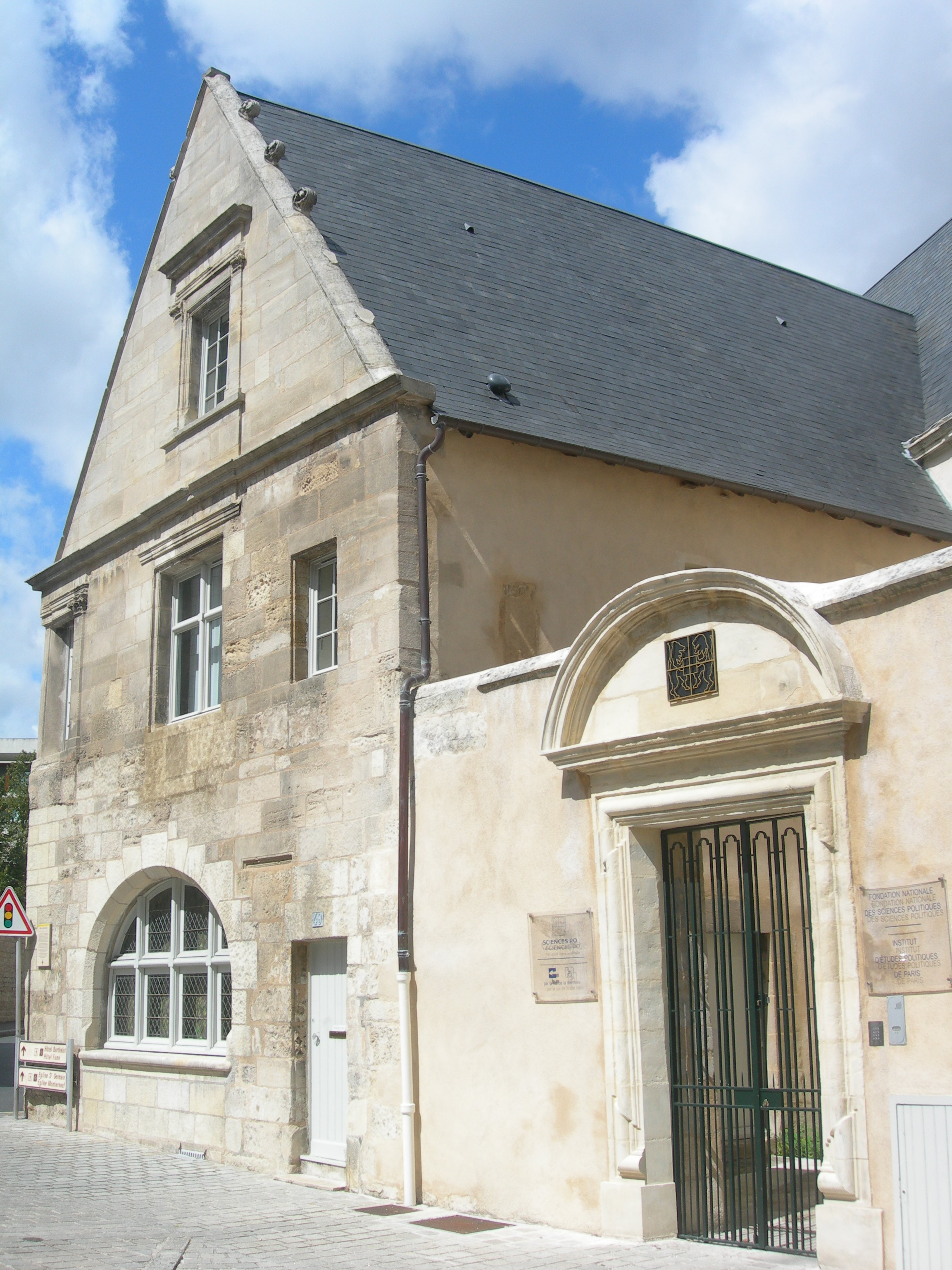
L'hôtel Chaboureau qui abrite Sciences Po, sur le campus de Poitiers.

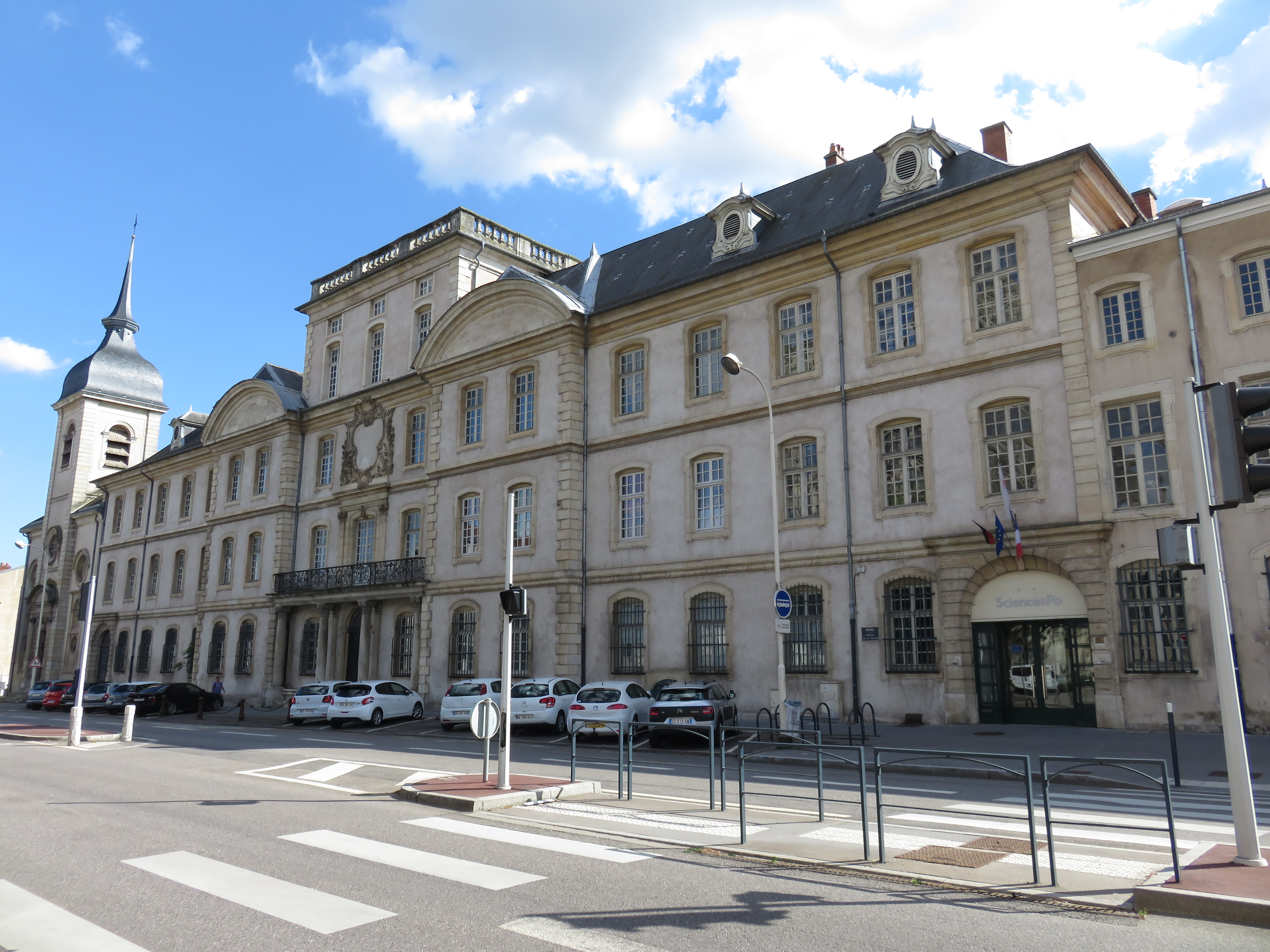
Campus de Nancy.

Le premier cycle de Sciences Po Paris correspond en termes de cursus aux années de licence à l'université, et conduit à l'obtention d'un Bachelor, ayant reconnaissance du grade de licence. Le parcours repose sur une acquisition de méthode de travail et une ouverture théorique aux sciences sociales, complétés par des disciplines artistiques, scientifiques, et linguistiques.
La scolarité se déroule en trois ans:
- Première année : introduction aux sciences humaines et sociales dans les six disciplines fondamentales (droit constitutionnel, science politique, histoire, économie, sociologie, humanités) ;
- Deuxième année : approfondissement dans deux des six disciplines étudiées en première année selon trois majeures :
  - Économies et sociétés (économie et sociologie) ;
  - Humanités politiques (histoire et humanités) ;
  - Politique et gouvernement (droit et science politique) ;
- Troisième année : année « hors les murs » avec deux choix possibles :
  - Année complète dans l'une des 470 universités partenaires de Sciences Po, parmi lesquelles Berkeley, Cambridge, Columbia, Freie Universität Berlin, Fudan, Keio, London School of Economics, MGIMO, University of British Columbia, University of Cape Town, University of Ghana, Université de São Paulo, National University of Singapore, University of Sydney, etc.[102] ;
  - Année mixte avec un semestre universitaire et un semestre de stage.

| Campus   | Année de création |
| -------- | ----------------- |
| Paris    | 1871              |
| Nancy    | 2000              |
| Dijon    | 2001              |
| Poitiers | 2001              |
| Menton   | 2005              |
| Le Havre | 2007              |
| Reims    | 2009              |

Le collège universitaire est composé de 7 campus. La scolarité y est la même et conduit au même diplôme, mais chaque campus complète la formation commune délivrée par une spécialisation géographique :
- campus de Dijon : programme européen Europe centrale et orientale ;
- campus du Havre : programme Europe-Asie ;
- campus de Menton : programme Moyen-Orient Méditerranée ;
- campus de Nancy : programme européen franco-allemand ;
- campus de Paris : programme général ;
- campus de Poitiers : programme euro-latino-américain ;
- campus de Reims : programme Europe-Amérique du Nord / programme Europe-Afrique.

Sur certains campus, dix doubles diplômes internationaux sont proposés, ainsi que 4 doubles diplômes français, avec l'université Columbia, l'université de Californie à Berkeley, la Libre université internationale des études sociales Guido Carli en Italie, l'université libre de Berlin, l'université de Hong Kong, l'université Keiō, l'université nationale de Singapour, l'université de la Colombie-Britannique, l'University College de Londres et l'université de Sydney.
Au niveau national, des doubles diplômes existent avec Sorbonne Université en sciences sociales et humanités littéraires (SPIV), avec au choix lettres, philosophie et histoire ; l'université Paris I Panthéon Sorbonne, en sciences sociales et mathématiques appliquées (SMASS). L'école propose également des doubles diplômes de Bachelor of Arts & Sciences, avec l'université de Reims, en sciences humaines et sociales et en sciences du vivant intitulé « Environnement et sociétés durables » ; avec l'Institut de physique du globe de Paris, en sciences humaines et sociales et géosciences, intitulé « Politiques de la terre » ; avec l'UFR des sciences du vivant de l'Université Paris Cité, en sciences humaines et sociales et sciences de la vie, intitulé « Politiques du vivant et identités »; et avec l'UFR de mathématiques de l'Université Paris Cité, en sciences humaines et sociales et mathématiques, intitulé « Algorithmes et Décisions ».
Les étudiants peuvent à l'issue du Bachelor intégrer de droit un master parmi les sept écoles de Sciences Po.

### Master, deuxième cycle
La spécialisation intervient au niveau du deuxième cycle. La scolarité en master s'effectue dans l'une des sept écoles de Sciences Po parmi 27 mentions possibles, et se déroule en quatre semestres obligatoires. Au moins un semestre est consacré à un stage ou un séjour d'études à l'étranger, les années de césure étant par ailleurs encouragées.
| École                                    | Année de création |
| ---------------------------------------- | ----------------- |
| École de la recherche                    | 1989              |
| École de journalisme                     | 2003              |
| École de droit                           | 2009              |
| École des affaires internationales, PSIA | 2010              |
| École d'affaires publiques               | 2014              |
| École urbaine                            | 2015              |
| École du management et de l'innovation   | 2016              |

#### École d'affaires publiques
- Master Politiques publiques
  - Doubles diplômes avec : AgroParisTech, Columbia University, École du Louvre, HEC Paris - Corporate and Public Management, Hertie School of Governance, ISAE-Supaero, London School of Economics, University of Toronto, Saint-Cyr Coëtquidan, Université Bocconi, Université de Saint-Gall, Université de Tokyo
- Master Affaires européennes
  - Doubles diplômes avec : AgroParisTech, Freie Universität, ISAE-Supaero, Université Nationale de Singapour, London School of Economics, Saint-Cyr Coëtquidan, Université Bocconi, Université de Fudan, Université de Saint-Gall

Les étudiants peuvent choisir pour chaque master entre onze filières de spécialisation.

#### École des affaires internationales /Paris School of International Affairs(PSIA)
L’École des affaires internationales de Sciences Po (PSIA), fondée en 2010, propose divers masters en relations internationales :
- Master in International Security
- Master in International Governance and Diplomacy
- Master in International Economic Policy
- Master in International Development
- Master in Human Rights and Humanitarian Action
- Master in Environmental Policy
- Master in International Energy Transitions
- Master in Technology and Global Affairs
- Joint Master in Journalism and International Affairs

Elle propose des doubles diplômes avec les universités suivantes : Columbia University, Georgetown University, King's College London, London School of Economics, Freie Universität, Bocconi University, MGIMO, Peking University, Stockholm School of Economics, University of St. Gallen, AgroParisTech, ISAE-Supaero, Sorbonne Université, Saint-Cyr Coëtquidan, IE University
Les étudiants peuvent choisir pour chaque master entre huit concentrations régionales et dix-sept concentrations thématiques. Les cours sont dispensés en anglais qui est la seule langue requise pour suivre une formation à PSIA, bien que quelques cours soient disponibles en français.

#### École de droit
L'école de droit de Sciences Po propose un master de droit économique en deux ans qui peut être suivi en anglais ou en français, un Master intitulé Carrières juridiques et judiciaires proposé en français, un Joint Master in Law and Finance en trois ans (en partenariat avec l'école du management et de l'innovation), ainsi qu'un LLM in Transnational Arbitration and Dispute Settlement. L'école de droit de Sciences Po propose également un programme doctoral. Le programme le plus important, quant au nombre d'étudiants, est le master de droit économique. Après avoir suivi un cursus commun en première année, les étudiants peuvent choisir une spécialisation d'un an, parmi six options possibles.
L'école de droit de Sciences Po est d'une taille plus réduite que beaucoup d'universités juridiques. Elle compte 944 étudiants en 2018/2019, dont 42 doctorants, 84 étudiants au sein du master « carrières juridiques et judiciaires », 342 étudiants en master de droit économique, 123 étudiants en césure, 340 étudiants en classe préparatoire et treize étudiants au sein du LLM in Transnational Arbitration and Dispute Settlement. Les étudiants en provenance du Collège universitaire peuvent choisir de rejoindre l'école de droit (l'école ne pratique alors pas de sélection). L'école de droit recrute également — de manière sélective cette fois — des étudiants extérieurs à Sciences Po, sans pour autant exiger des candidats qu'ils soient titulaires d'une licence en droit. Le taux de sélectivité est compris entre 10 et 15 %. L'école compte 40% d'étudiants internationaux.
Les étudiants de l'école de droit obtiennent en général d'excellents résultats aux concours et examens juridiques: en 2017, le taux de succès au CRFPA était de 67 % (la moyenne nationale était d'environ 27 % la même année). Les résultats des étudiants de l'école de droit au concours de l'École nationale de la magistrature sont également excellents avec un taux de succès de 53 % en 2017, et neuf étudiants de l'école dans le top 10). En 2018, le taux de réussite pour les étudiants de l'école était de 45 %, avec huit étudiants dans le top 10 et 20 dans le top 30. La moyenne nationale a fluctué entre 6,5 et 14,9 % au cours des 10 dernières années.
L'école de droit ne figure en général pas dans les classements français, qui se concentrent sur les formations universitaires. Elle est classée 2e meilleure école de droit en France par QS. L'école de droit a remporté à quatre reprises la finale française du Philip C. Jessup International Law Moot Court Competition (en).
Les étudiants du master droit économique peuvent choisir d'effectuer une césure d'une année entre les deux années de leur master. Ils peuvent ainsi choisir de partir pendant un semestre dans l'une des institutions partenaires de l'école. Parmi ces partenaires figurent la Harvard Law School, la Stanford Law School (en), la Columbia Law School et la New York University School of Law. L'école de droit de Sciences Po est la seule institution d'enseignement juridique française à disposer d'un accord d'échange avec la Harvard Law School, la Stanford Law School et la New York University School of Law.
L'école propose également des doubles programmes avec la Columbia Law School, avec la University of Virginia School of Law (en), avec la Pritzker School of Law (en) de l'université Northwestern ainsi qu'avec la Duke University School of Law (en).

#### École de journalisme
L'École de journalisme de Sciences Po est l'une des 14 écoles de journalisme reconnues par la Commission paritaire nationale de l'emploi des journalistes, depuis 2009. Elle est membre de la Conférence des écoles de journalisme (CEJ).
- Master Journalisme[128]
  - Double diplôme avec la Columbia University Graduate School of Journalism
- Master joint Journalisme et Affaires internationales

#### École du management et de l'innovation
- Master Finance et stratégie
  - Doubles diplômes avec : Université Bocconi, University of St. Gallen, University of Pennsylvania, Fundação Getulio Varga-Escola de Administração de Empresas, AgroParisTech, ISAE-Supaero
- Master in International management and sustainability
  - Doubles diplômes avec : Université Bocconi, Stockholm School of Economics, University of Pennsylvania, Fundação Getulio Varga-Escola de Administração de Empresas, AgroParisTech, ISAE-Supaero
- Master Ressources humaines et gouvernance durable
- Master Innovation & transformation numérique
  - Doubles diplômes avec : Strate, AgroParisTech, ISAE-Supaero
- Master Marketing
  - Doubles diplômes avec : AgroParisTech, ISAE-Supaero
- Master Marketing - Luxury & Art de Vivre
- Master Communication, médias et industries créatives
  - Doubles diplômes avec : Fudan University, AgroParisTech, ISAE-Supaero
- Master joint Droit et finance

#### École urbaine
- Master d'Urbanisme (Cycle d'urbanisme) : une formation pluridisciplinaire avec un haut niveau de technicité pour les métiers de l'urbanisme, de l'aménagement et de l'immobilier.
- Master Stratégies territoriales et urbaines (STU) : pour étudier la gouvernance des villes et des territoires à l'échelle française et européenne
- Master Urban Policy en double diplôme avec la London School of Economics (LSE, Royaume-Uni) : pour étudier la gouvernance des villes et des territoires avec une approche européenne et internationale et obtenir un diplôme de Sciences Po et de la LSE.
- Master Comparative Urban Governance en double diplôme avec le Centro de Estudios Demográficos, Urbanos e Ambientales (CEDUA) du Colegio de México : pour former à la fois aux métiers stratégiques liés à la gouvernance métropolitaine et à constituer un socle académique de haut niveau pour une spécialisation de recherche.
- Master Governing the Large Metropolis (GLM) : pour étudier la gouvernance des très grandes métropoles mondiales.
- Master Governing Ecological Transitions in European Cities (GETEC) : pour se former au pilotage des transitions écologiques urbaines

Doubles diplômes avec : London School of Economics, UCLA, Colegio de México, Université Bocconi, AgroParisTech, ISAE-Supaero

#### École de la recherche
L'admission au sein de l'école de la recherche se fait à :
- Bac+3 pour les étudiants rejoignant les programmes de master de recherche ;
- Bac+5 pour les étudiants rejoignant les programmes de doctorat.

La formation initiale à la recherche a lieu au sein de l'école de la recherche en partenariat avec les centres de recherche de la FNSP et permet d'obtenir un grade de master à finalité recherche,.
- Master Histoire
- Master Sciences politiques. Majeures :
  - relations internationales
  - politique comparée
  - théorie politique
  - politique publique
  - political science
- Master Sociologie
- Master Économie

Doubles diplômes avec : École du Louvre (histoire de l'art), Paris I Panthéon-Sorbonne (Économie Quantitative)

### Doctorat, troisième cycle
L'IEP de Paris délivre des doctorats visés par l'État. La thèse est défendue à l'issue de trois années de préparation au sein de l'école de la recherche. Les doctorats proposés se répartissent en cinq disciplines : doctorat en droit ; doctorat en économie ; doctorat en histoire ; doctorat en science politique ; doctorat en sociologie.
Environ six cents doctorants, dont deux cents étrangers, préparent une thèse au sein de l'école de la recherche.

### Autres formations

#### Executive Masters
L'IEP de Paris délivre des « Executive Masters », qui sont des diplômes de formation continue, dans plusieurs domaines :
- Management des médias et numérique,
- Ressources humaines,
- Management des politiques publiques,
- Trajectoires Dirigeants,
- Sociologie et dynamiques managériales,
- Stratégie et finance de l'immobilier,
- Gouvernance territoriale et développement urbain,
- Gestion et politiques de santé,
- Communication,
- Digital Humanities,
- Dialogue social et stratégie d'entreprise,
- General Counsel,
- Politiques et management du développement - Potentiel Afrique.

Ces programmes, d'une durée moyenne d'un an et demi, sont destinés aux cadres et dirigeants.

#### Préparation aux concours administratifs
La préparation aux concours administratifs est depuis la fin du XIXe siècle l'une des fonctions historiques de l'établissement, qui fournit une part importante, voire la quasi-totalité des admis de certains concours administratifs. La plus grande part des admis du concours externe de l'ENA en sont chaque année issus.
L'IEP de Paris propose une année complémentaire de préparation aux concours administratifs, dite « Prépa concours ». Elle consiste essentiellement en une préparation aux principaux concours administratifs français de catégorie A : École nationale d'administration (ENA), Institut national des études territoriales (INET), École nationale de la magistrature (ENM), École nationale supérieure de la police (ENSP) École des hautes études en santé publique (EHESP), École nationale supérieure de sécurité sociale (EN3S), ministère des Affaires étrangères (conseiller cadre d'Orient, secrétaire cadre général, secrétaire cadre d'Orient), Banque de France (cadre de direction), tribunaux administratifs (conseiller de deuxième classe), assemblées parlementaires (administrateur et administrateur-adjoint de l'Assemblée nationale et du Sénat).

## Recherche

### Centres de recherche
Les centres de recherche dépendent institutionnellement, au sein de Sciences Po, de la Fondation nationale des sciences politiques. Les plus importants centres de recherche sont le CERI, le CEVIPOF, le Centre d'études européennes, le Centre de sociologie des organisations, l'Observatoire français des conjonctures économiques et le Centre de recherche sur les inégalités sociales.

## Bibliothèque et presse

### Bibliothèque
Les élèves et enseignants utilisent la bibliothèque de Sciences Po, rattachée à la Fondation nationale des sciences politiques.

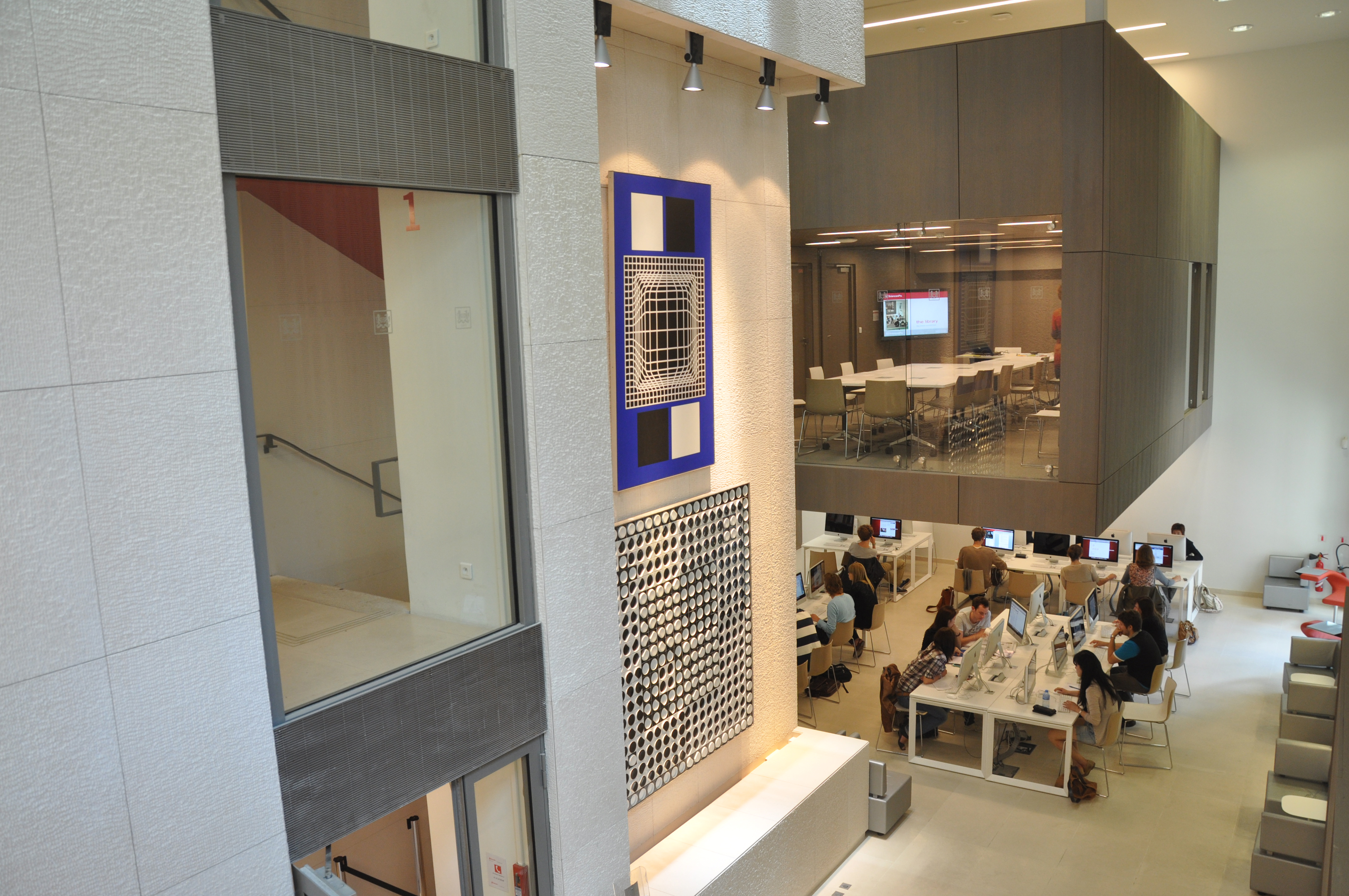
Salles de lecture de la bibliothèque René-Rémond sise 27 rue Saint Guillaume.

### Presses de Sciences Po
Sciences Po gère également les Presses de Sciences Po, pour diffuser la recherche de Sciences Po et publier des ouvrages de référence à destination de ses étudiants et du grand public.

## Campus

### Campus de Paris

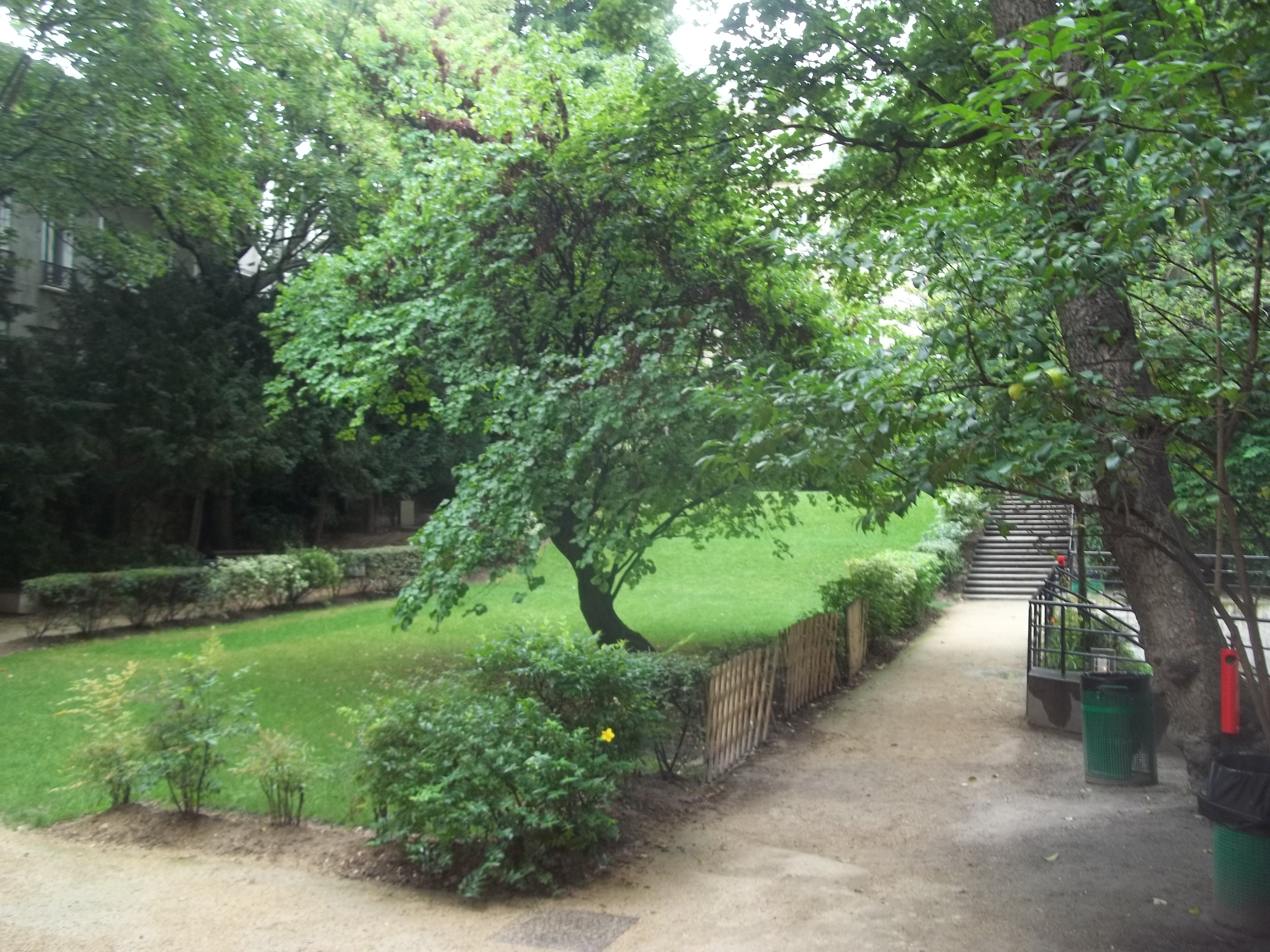
Jardin de Sciences Po, entre les bâtiments du 27, rue Saint-Guillaume et du 56, rue des Saints-Pères.

L'IEP de Paris occupe, hors campus délocalisés, divers bâtiments dans le centre de Paris, qui sont possédés ou loués par la FNSP. La plupart sont situés dans le VIIe arrondissement, et plusieurs dans la rue Saint-Guillaume, qui désigne l'IEP par métonymie :
- au 26, rue Saint-Guillaume : locaux de l'association des anciens de Sciences Po ;
- au 27-29, rue Saint-Guillaume : hôtel de Mortemart, construit en 1663, siège historique depuis 1879, et hôtel du Lau d'Allemans, accueillant des salles de cours donnant sur la rue, une aile d'amphithéâtres construite entre 1933 et 1936 et rénovée en 2005 (amphithéâtre Émile-Boutmy, amphithéâtre Jacques-Chapsal, et amphithéâtre Anatole-Leroy-Beaulieu), et les deux plus anciennes salles de la bibliothèque de Sciences Po. On y trouve la péniche, grand banc de bois ;
- au 30, rue Saint-Guillaume : hôtel de La Bretesche, qui abrite la bibliothèque de Sciences Po et accueille désormais également des salles de cours ;
- au 9, rue de la Chaise : hôtel de Beaumanoir, jadis attribué à l'année préparatoire et aujourd'hui à la préparation aux concours de la haute fonction publique. Le conseil d’administration de la FNSP a renommé l'immeuble au nom de Richard Descoings ;
- au 56, rue des Saints-Pères : hôtel de La Meilleraye, premiers locaux de l'ENA de 1946 à 1978, disposant aujourd'hui de plusieurs étages de salles de cours, en particulier des enseignements de langues, et le service audiovisuel et l'atelier de cartographie. Un jardin fait la jonction avec le bâtiment principal ;
- au 13, rue de l'Université : hôtel de Feydeau de Brou, jadis locaux parisiens de l'ENA de 1978 jusqu'à 1992. Le conseil d’administration de la FNSP a rendu hommage à René Rémond en donnant son nom à cet immeuble ;
- au 26-28, rue des Saints-Pères : hôtel de Fleury, anciens locaux de l'École nationale des Ponts-et-Chaussées, loués par Sciences Po depuis 2009 après une tentative de rachat à 35 millions d'euros avortée[136],[137]. C'est le siège de l'école doctorale d'économie de Sciences Po ;
- au 187, boulevard Saint-Germain : librairie de Sciences Po ;
- au 199, boulevard Saint-Germain : siège de l'école de la recherche ;
- au 1, place Saint-Thomas-d'Aquin : hôtel de l'Artillerie, locaux d'enseignement, de recherche, ainsi que des espaces dédiés à la vie étudiante et au logement. L'utilisation de ce bâtiment permet de quitter les 17 sites parisiens dont l'institution n'était que locataire[138]. Le Centre d'histoire de Sciences Po et le Centre de recherches internationales y ont leur siège et accueillent certains enseignements de recherche.

### Campus délocalisés
Sciences Po dispose de plusieurs campus délocalisés en province, à Nancy, Dijon, Poitiers, Menton, Le Havre et Reims. L'école occupe à Reims, le Collège des Jésuites de Reims, et à Nancy, l'Hôtel de la Mission Royale.

## Marque

### Nom
L’expression « Sciences Po », déjà utilisée pour désigner l’École libre des sciences politiques dans la première moitié du XXe siècle, est déposée par la Fondation nationale des sciences politiques comme marque commerciale auprès de l’Institut national de la propriété industrielle en 1988. Au début du mois de février 2015, Sciences Po Paris et les IEP de province signent un accord qui autorise ces derniers à utiliser la marque « Sciences Po » à condition qu’elle soit systématiquement suivie du nom de la ville et qu’ils s’engagent à la protéger contre toute autre utilisation.
On peut y voir une volonté de renforcer l'identité commune des deux structures (Institut et Fondation) malgré leur statut particulier (« ambiguë » selon la Cour des comptes, « original » selon la direction). Selon Alain Garrigou, connu pour ses critiques sur le fonctionnement de l'établissement, il s'agit également de souligner l'héritage de l'École libre des sciences politiques : « le nom de Sciences Po a transmis l'héritage de prestige de l'ancienne école libre. Les présentations de l'institution revendiquent une continuité bien établie : « Sciences Po est née en 1872, lorsque Émile Boutmy a créé l'École libre des sciences politiques pour renouveler la formation des élites en France », commentait une plaquette de 1997. Le nom commun a été officialisé ; la dénomination légale d'Institut d'études politiques de Paris a disparu ».

Le lion et le renard, emblème de Sciences Po (version 2015).

### Logotype
Le logo de Sciences Po est composé d’un renard et d'un lion qui se font face. Ces deux animaux ont été choisis en raison d’un passage du Prince de Machiavel : 
« Si donc un prince doit savoir bien user de la bête, il doit choisir le renard et le lion ; car le lion ne peut se défendre des filets, le renard des loups ; il faut donc être renard pour connaître les filets et lion pour faire peur aux loups. Ceux qui veulent seulement faire les lions n’y entendent rien. »
Jusqu’en 2007, il était écartelé en quartiers, à la manière d'armoiries, pour symboliser les quatre missions d'origine de Sciences Po. Depuis décembre 2007, il est rouge et représente toujours un lion et un renard, face à face, tenant un livre, encadrés d'un carré, puis d'un cercle à partir de janvier 2015. Avant ce changement de logo, les mentions Institut d'études politiques de Paris et Fondation nationale des sciences politiques rappelaient les liens des deux institutions sous l'appellation d'ensemble Sciences Po sur le fronton de l'entrée du 27, rue St-Guillaume.

Ancien logotype de 1988 à décembre 2007.
Ancien logotype de l'établissement de décembre 2007 à janvier 2015.
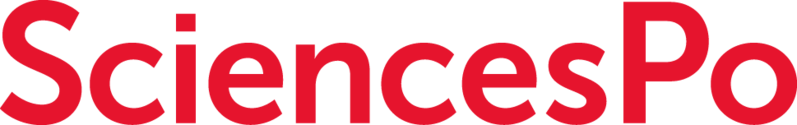
Logotype de l'établissement depuis janvier 2015.

## Vie associative

### Associations permanentes
Sciences Po reconnaît sept associations permanentes, dispensées de la procédure de reconnaissance faisant appel au vote des étudiants :
- le Bureau des Élèves (BDE), fondé en 1902, association chargée de l’intégration des étudiants, de l’animation de la vie étudiante et des services aux étudiants. Le BDE est renouvelé par élection chaque année au mois de juin ; tous les étudiants peuvent monter une liste candidate ;
- l'Association Sportive (AS), fondée en 1931, proposant une offre de sport et organise des évènements festifs tels que la « Cash & Trash ».
- Sciences Polémiques, l’association de débat de Sciences Po qui a incorporé en 2020 sa concurrente Révolte-Toi pour devenir une association permanente, gérante du Prix d'éloquence Suzanne Bastid (anciennement Philippe Séguin)[141] ;
- le Bureau des Arts, fondé en 2003, association chargée de l'animation culturelle de Sciences Po, proposant divers évènements tels que « la Semaine du Cinéma » ou encore « la Semaine des Arts ».
- Sciences Po Environnement, ayant pour vocation de rassembler toute la communauté de Sciences Po pour s'assurer de la prise en compte des questions environnementales au sein de l’établissement (sensibilisation, réduction de l'impact environnemental) ;
- Junior Consulting Sciences Po, le cabinet de conseil des élèves de Sciences Po, membre de la Confédération nationale des Junior-Entreprises, qui met au service de ses clients les compétences et l’expertise des étudiants de Sciences Po ;
- La Grenade, épicerie étudiante, participative et solidaire, visant à fournir des produits bios et locaux à bas prix aux étudiants.

Logo du BDE.
Logo de l'AS.
Logo du BDA.
Logo du Junior Consulting Sciences Po.

### Autres
Les autres associations, non permanentes, sont soumises à une procédure annuelle de reconnaissance par les étudiants. Les associations doivent alors atteindre la limite de 120 soutiens d'étudiants, à raison de trois soutiens par étudiant, pour être reconnues.
Les associations de master ainsi que les syndicats sont dispensées d'une telle procédure de reconnaissance, bien que les sections étudiantes des partis politiques soient elles soumises à la procédure. Par exemple, en 2016, a lieu une polémique sur l'ouverture d'une section du Front national au sein de l'établissement.
La plus vieille association de Sciences Po est la Conférence Olivaint, présente dans l'école depuis sa création. Par ailleurs, le Centre Saint-Guillaume (CSG), aumônerie catholique des étudiants, a été fondé quant à lui dans les années 1960.
Certaines associations s'intéressent ou couvrent les enjeux relatifs à des aires géographiques ou à des pays en particulier. C'est notamment le cas de Club Chine Sciences, Sciences Ô, Jeunes Européens IEP Paris, Pour le Brésil, Society for East Asian Affairs et Sciences Po Monde Arabe. En 2025, l'étudiant Pablo Ladam met en cause une association féministe du campus de Poitiers.
Le journal La Péniche couvre la vie étudiante de l'université depuis 2006. 

## Dans la culture
- Le 56 rue des Saints-Pères (ancien hôtel de Cossé), apparaît dans le film En plein cœur.
- Une partie des locaux de Sciences Po, rue de l'Université, qui sont les anciens locaux de l'ENA, ont été utilisés à cette fin dans le téléfilm de Raoul Peck L'École du pouvoir consacré à l'ENA.
- Une partie du film Neuilly sa mère, sa mère ! (2018), se déroule dans les bâtiments de la rue Saint-Guillaume.
- L'amphithéâtre Émile-Boutmy et le jardin du 27, rue Saint-Guillaume sont présents dans le film Simone, le voyage du siècle (2022) d'Olivier Dahan.
- L'amphithéâtre Émile-Boutmy du 27, rue Saint-Guillaume est présent dans le film Saint Omer d'Alice Diop (2022).

## Personnalités liées à Sciences Po Paris

### Enseignants
Les enseignements sont assurés par mille quatre cents personnes aux statuts variés. Les enseignants titulaires d'un poste à l'institut ou à la FNSP sont largement minoritaires.
Il y a seulement soixante-six personnes titulaires d'un poste de maître de conférences des universités ou de professeur des universités à l'institut. Une partie des cent soixante-treize chercheurs associés à l'un des centres de la FNSP, ainsi que des soixante professeurs étrangers invités chaque année, enseigne également.
Les autres enseignants n'enseignent que ponctuellement à l'institut. Ce sont soit des spécialistes du domaine sur lequel porte leur enseignement (hauts fonctionnaires, dirigeants d'entreprise, personnalités politiques, intellectuels, etc.), soit des universitaires enseignant dans un autre établissement.
Les divers enseignants de l'Institut sont rattachés à des chaires, comme celle du développement durable ou encore celle du Mercosur.

### Élèves
Un grand nombre d'anciens élèves ont fait carrière dans la politique, la haute fonction publique, les médias, la recherche scientifique ou les entreprises, en France et dans le monde. D'autres ont joué un rôle important dans le domaine de l'art ou de la littérature.

#### Ouvrages
- Anne-Sophie Beauvais et Pascal Cauchy, Sciences Po pour les Nuls, First éd., Paris, 2017  (ISBN 978-2-412-01669-5).
- Caroline Beyer, La Chute de la maison Sciences Po: La crise des élites françaises, éditions du Cerf, 2025  (ISBN 978-2204171298).
- Nicolas Catzaras, Jean Chiche, Sophie Maurer, Anne Muxel (dir.) et Vincent Tiberj, Les Étudiants de Sciences Po : leurs idées, leurs valeurs, leurs cultures politiques, Paris, Presses de Sciences Po, 2004, 268 p.
- Ariane Chemin, La Promo. Sciences-Po 1986, Stock, Paris, 2004,  (ISBN 2-234-05716-7).
- Jacques Chapsal, « L'Institut d'études politiques de l'Université de Paris », Annales de l'Université de Paris, no 1, 1950.
- Jacques Chapsal, L'École et la guerre : la transformation de son statut, dans Pierre Rain, L'École libre des sciences politiques, Fondation nationale des sciences politiques, Paris, 1963.
- Cyril Delhay, Promotion ZEP. Des quartiers à Sciences Po, Hachette, Paris, 2006,  (ISBN 2-01-235949-3).
- Richard Descoings, Sciences Po. De la Courneuve à Shanghai, préface de René Rémond, Presses de Sciences Po, Paris, 2007  (ISBN 2-7246-0990-5).
- Alain Garrigou, Les Élites contre la République. Sciences Po et l'ÉNA, La Découverte, Paris, 2001.
- Anne Muxel (dir.), Les Étudiants de Sciences Po, Presses de Sciences Po, Paris, 2004,  (ISBN 2-7246-0937-9) : résultats d'une enquête menée en 2002 auprès des élèves par le Cevipof.
- Claude des Portes, L'atmosphère des Sciences Po, Paris, Spes, 1935.
- Marie Scot, Sciences Po, le roman vrai, Les Presses de Sciences Po, 2022.
- Gérard Vincent, Sciences Po. Histoire d'une réussite, Orban, Paris, 1987.

#### Articles et brochure
- Alain Garrigou, « Sciences-Po laminoir des élites françaises », Le Monde diplomatique, mars 1999 : article critique sur le recrutement et le rôle de l'institution.
- « À Sciences-Po, les voyages forment la jeunesse », Le Monde diplomatique, février 2006.
- « Sciences-Po : Sur la formation des élites en France », Le Débat, no 64, avril 1991.
- « De la noblesse médiatique : la formation des journalistes selon Sciences Po », Acrimed, octobre 2003.
- « Centenaire de l'Institut d'études politiques de Paris (1872–1972) », brochure de l'Institut d'études politiques de Paris, 1972.
- « La situation et les perspectives financières de Sciences Po », rapport de la Cour des Comptes, février 2025.